# Monténégrins
Les Monténégrins (en monténégrin : Црногорци/Crnogorci) sont :
- en droit international, selon la constitution monténégrine et selon le droit du sol, ce sont les citoyens du Monténégro quelles que soient leurs origines, langues maternelles et croyances, et eux seuls[9] ;
- en droit international coutumier, selon les définitions ethnologiques de l’identité culturelle et selon le droit du sang, ce sont des Slaves méridionaux vivant essentiellement au Monténégro, dans les pays voisins (notamment la Serbie) et en diaspora.

## Population
Dans le Monténégro d'aujourd'hui, tous les citoyens parlent la même langue slave méridionale écrite en alphabet cyrillique serbe : le chtokavien, que les linguistes placent dans l'ensemble serbo-croate ; la grande majorité de ces habitants appartient à l'église orthodoxe serbe. C'est pourquoi les identités « monténégrine » et « serbe » ne sont pas des ethnies au sens ethnologique du terme, mais le sont au sens politique, et si le nombre de « Monténégrins » et de « Serbes » varie énormément d'un recensement à l'autre, ceci n'est pas dû à des changements réels dans la population, mais plutôt à des changements dans la façon dont les gens choisissent de déclarer leur identité nationale (voir plus bas le débat autour de l'identité monténégrine).
Les Slaves sont présents dans la région du Monténégro depuis le Ve siècle et les Serbes y sont signalés sous ce nom depuis le VIIe siècle
. Depuis la « rébellion monténégrine de Noël 1919 » de la guérilla pro-Petrović contre les troupes yougoslaves de la maison Karađorđević, il existe au Monténégro une opposition significative à l'unification avec la Serbie.
La population du Monténégro était d'environ 50 000 en 1806 et de plus de 200 000 à la fin XIXe siècle ; les Monténégrins (appelés aussi Tsernogortses) étaient divisés en une trentaine ou quarantaine de tribus.
En 1846, les Monténégrins étaient 120 000, divisés en 39 tribus et 11 700 familles, et vivaient dans 240 villages,.
D'après le recensement de 2002, il y a environ 70 000 Monténégrins en Serbie, soit 0,92 % de la population. Le nombre de citoyens Monténégrins en Serbie se situe autour de 300 000 personnes, mais la majorité d'entre elles s'identifient comme Serbe. En outre, un nombre important de Serbes en Serbie et Bosnie-Herzégovine sont d'origine monténégrine, mais le nombre exact est difficile à évaluer. Les habitants du Monténégro ont grandement contribué à la repopulation de la Serbie dépeuplée après deux rébellions contre l'empire ottoman au début du XIXe siècle. On peut noter, d'une part que la moitié de la population de la Šumadija et des alentours est peuplée par des gens originaires du Monténégro et d'autre part que plusieurs personnalités en vue ou de l'intelligentsia Serbe du XIXe siècle et début du XXe siècle étaient des descendants de personnes originaires du Monténégro.
Le 19 octobre 2007, une nouvelle constitution est adoptée proclamant la langue monténégrine comme officielle, l'indépendance du Monténégro, et surtout la souveraineté au peuple Monténégrin.

## Histoire

### Moyen Âge
Durant le Moyen Âge, les rives des bouches de Kotor avec des ports comme Herceg Novi, Kotor et Budva ont longuement appartenu à l'Empire byzantin, puis aux républiques de Venise et de Raguse et enfin à l'Autriche-Hongrie, tandis que les montagnes proches (Crna Gora soit « montagnes noires », en italien Monte Negro) tirèrent parti de cette ouverture sur la mer Adriatique pour former la principauté la Dioclée (ou principauté de Zeta au XIIe siècle) puis, après 1496, pour résister à la domination de l'Empire ottoman, en formant une théocratie chrétienne orthodoxe assez souple, dirigée par un Prince-évêque, dont le premier fut Vavila en 1516. Entre 1276 et 1309, la Zeta est dirigée par la reine Sainte Hélène d'Anjou, épouse du roi serbe Stefan Uroš Ier Nemanjić. Elle fit construire ou restaurer environ 50 monastères, et plus particulièrement celui de Serge et Bacchus de Rasafa sur le fleuve Bojana près de Scutari. Sous le règne du roi Milutin (Uroš II) Nemanjić, au début du XIVe siècle, l'archevêché de Bar est le plus important seigneur féodal de Zeta.
Tout au long du XIVe siècle, la maison Balšić et la maison Crnojević se sont disputé le contrôle des territoires du Monténégro jusqu'à ce que les Crnojević remportent la suprématie à la fin du XIVe siècle. Sous les Crnojević, l'église orthodoxe monténégrine atteint son apogée. En 1496, les Ottomans conquièrent une partie mais pas tout le Monténégro.

### DuXVIesiècleau début duXXesiècle
Maintenant leur indépendance vis-à-vis de l'Empire ottoman, les Monténégrins se sont réunis autour de la capitale Cetinje, créant un État théocratique qui évolua progressivement vers une monarchie séculière et fédérale à la fin du XVe siècle et au début du XVIe siècle.
Le règne de la maison Petrović-Njegoš aux XVIIIe et XIXe siècles a unifié les petits royaumes monténégrins et établi des liens solides avec la Russie qui s'affirmait désormais comme protectrice de la « nation » des orthodoxes ottomans. Après l'autonomie de la principauté de Serbie en 1817, les Monténégrins tissèrent également des liens avec ce État et agrandirent même leur territoire, en jouant sur l'influence du panslavisme russe et de l'austroslavisme austro-hongrois. Cette période a été marquée par plusieurs accrochages avec les Ottomans qui finirent par reconnaître le Monténégro comme principauté auto-gouvernée.
En 1878, le congrès de Berlin reconnait le Monténégro comme le 27e état indépendant du monde. Le Monténégro participe aux guerres balkaniques de 1912 à 1913, ainsi qu'à la Première Guerre mondiale du côté des Alliés ; il subit une occupation partielle austro-hongroise.

### Période yougoslave
À l'issue de la Première Guerre mondiale, le Monténégro rejoint sans conditions la Serbie le 13 novembre 1918 par une décision controversée de l'assemblée de Podgorica, et devient le 26 novembre 1918 une partie du royaume des Serbes, Croates et Slovènes, plus tard renommé en royaume de Yougoslavie. Cela sera internationalement reconnu lors de la « Conférence des ambassadeurs » de Paris, tenue le 13 juillet 1922. Un certain nombre de chefs monténégrins, déçus par la disparition du royaume monténégrin au sein duquel ils jouissaient d'importants privilèges, levèrent les armes au cours de janvier 1919 dans une insurrection connue sous le nom de « rébellion monténégrine de Noël 1919 », qui fut écrasée dans une sévère campagne militaire en 1922-1923. En 1929, le nouvellement renommé royaume de Yougoslavie a été réorganisé en provinces (banovine) dont l'une, la Zeta Banovina, comprenait l'ancien royaume du Monténégro très agrandi avec Cetinje comme centre administratif.
Entre les deux guerres mondiales, le Parti communiste de Yougoslavie est opposé à la monarchie yougoslave et à sa politique centralisatrice : il soutient un modèle républicain fédéral calqué sur l'Union soviétique, où chaque nationalité de Yougoslavie (dans le sens d'ethnie, comme en URSS) aurait sa république socialiste fédérée, dont le Monténégro. Durant la Seconde Guerre mondiale, alors que le Monténégro est occupé par l'Italie fasciste (dont la reine, Hélène de Monténégro, était la fille de l'ancien roi du Monténégro), puis par l'Allemagne nazie, de nombreux Monténégrins rejoignent les Partisans (communistes de Milovan Djilas et de Josip Broz Tito ou bien loyalistes de Draža Mihailović fidèle au gouvernement yougoslave en exil à Londres : les tchetniks). C'est à ce moment que Krsto Zrnov Popović de retour d'exil à Rome, en 1941, a tenté de diriger les Zelenaši (« les verts ») qui prônaient le rétablissement de la monarchie indépendante au Monténégro. Ce groupe armé, appelé la Brigade de Lovćen, est éliminé, par les Italiens qui font du territoire un gouvernorat.
Après la guerre, Tito victorieux crée son État fédéral, la république fédérative socialiste de Yougoslavie dont le Monténégro est l'une des six Républiques constitutives.
Au cours des guerres d'indépendance (ou de sécession, selon les points de vue) de Bosnie-Herzégovine et de Croatie (1991-1995), le Monténégro prend le parti du gouvernement fédéral yougoslave : sa police et des engagés monténégrins participent ainsi aux attaques contre Dubrovnik aux côtés des troupes fédérales yougoslaves, puis serbes. Des réfugiés bosniaques musulmans sont arrêtés par la police monténégrine et livrés aux troupes serbes de Foča, où ils ont été exécutés.
Par la suite, le Monténégro reste au sein de la république fédérale de Yougoslavie pendant les guerres civiles de 1991 à 1996 qui opposent le pouvoir central et les différentes entités ex-yougoslaves ayant proclamé leur indépendance. Le 4 février 2003, le nom « Yougoslavie » est abandonné et le pays est rebaptisé communauté d'États Serbie-et-Monténégro. Il cesse d'exister à son tour le 3 juin 2006, à la suite de la séparation de la Serbie et du Monténégro.

### En quête d'indépendance
C'est en 1997 que le Parti démocratique socialiste du Monténégro (DPS) se scinde entre la faction de Milo Đukanović et celle de Momir Bulatović, qui a formé un nouveau Parti socialiste populaire du Monténégro (SNP). Le DPS, dont Slobodan Milošević s'est éloigné, remporte la bataille politique sous la conduite de Đukanović qui, progressivement, adopte l'idée d'indépendance venant de l'Alliance libérale du Monténégro et du SDP, et remporte toutes les élections depuis.
À l'automne 1999, peu après le bombardement de la Yougoslavie par l'OTAN, le Monténégro, dirigé par Đukanović, propose une réforme pour la redéfinition des relations au sein de la fédération qui a appelé à une plus grande participation du Monténégro dans les domaines de la défense et la politique étrangère, bien que cette réforme ne va pas dans le sens de l'indépendance. Après le renversement de Milošević, le 5 octobre 2000, Đukanović, soutenu par le président du Parlement monténégrin Ranko Krivokapić, prend parti pour l'indépendance et réussit son action en remportant le référendum sur l'indépendance le 21 mai 2006. Celle-ci est proclamée le 3 juin 2006.

## Débat autour de l'identité monténégrine
Ce type de débat n'est pas propre au Monténégro, il en existe de similaires en Macédoine (dont la langue et la culture sont proches de la Bulgarie) et en Moldavie (dont la langue et la culture sont proches de la Roumanie). Le Monténégro, pour sa part, a longuement fait partie de la Serbie au Moyen Âge mais en a aussi été longuement séparé depuis la conquête des Balkans par l'Empire ottoman. En particulier, depuis la conversion d'une grande partie des habitants du Sandžak à l'Islam, les Monténégrins et les Serbes ont été séparés durant 300 ans. Au XIXe siècle le nationalisme romantique parmi les Slaves du Sud a alimenté la volonté de réunification. Un certain nombre d'ouvrages publiés au cours de cette période, voit les Monténégrins comme des Serbes.

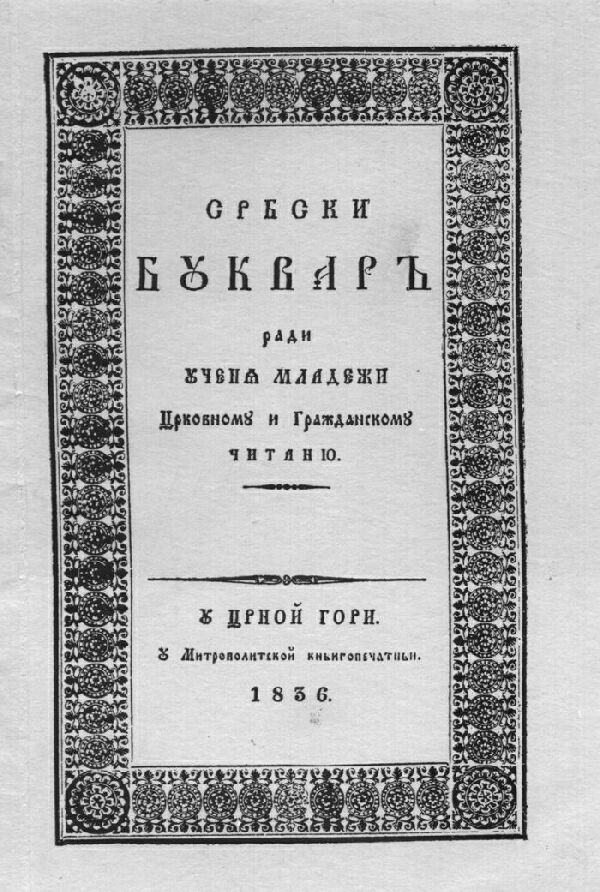
Couverture du Manuel scolaire serbe de 1836

- Durant le règne de Petar I Petrović-Njegoš, le manuel scolaire de base dans les écoles publiques est appelé « le livre de lecture serbe élémentaire ». Une autre édition a été publiée lors du règne de Petar II Petrović-Njegoš.
- Durant le règne de Danilo Petrović-Njegoš, les élèves avaient des cours de grammaire slave, d'histoire monténégrine et d'histoire slave.
- Le plan de cours de Géographie au Collège de théologie consistait à "étudier les terres slaves indépendantes, soumises et occupées, ainsi que les principales villes, les lieux et les villages".
- Le manuel de géographie pour la 3e année de maternelle à l'école primaire, en 1911, déclare :

« Au Monténégro, vivent seulement des vrais et purs Serbes qui parlent la langue serbe ... Outre le Monténégro il y a plus de terres serbes dans lesquels nos frères serbes vivent ... Certains d'entre eux sont aussi libres que nous sommes et certains sont soumis à des étrangers. »

- De nombreux certificats de scolarité, passeports et autres documents similaires conservés ont comme la nationalité du porteur : « Serbes ».
- Le recensement de 1909, entrepris par la Principauté du Monténégro, a montré que 95 % de la population parlait serbe.

Après la Seconde Guerre mondiale, le régime communiste yougoslave a reconnu et favorisé une identité nationale propre pour les Monténégrins en tant que peuple distinct des Serbes et des autres Slaves du Sud. La population a été décomptée massivement (91 % en 1948) comme une ethnie monténégrine distincte par les recensements de la Yougoslavie communiste. Ce nombre a diminué ensuite à mesure que le régime se libéralisait, jusqu'à 62 % en 1991. Le nombre de citoyens qui se déclarent Monténégrins a fortement chuté, de 61,7 % au recensement de 1991, à 43,16 % en 2003. Pour les communistes, l'identité locale monténégrine n'était pas exclusive de l'identité serbe : Milovan Djilas, chef des partisans yougoslaves auprès de Tito, disait que 

« tous les Monténégrins sont des Serbes, mais tous les Serbes ne sont pas des Monténégrins »

, l'identité monténégrine étant basée sur les particularités dialectales et culturelles, et sur la longue indépendance de la principauté du Monténégro.
Après la chute du communisme au début des années 1990, les Monténégrins sont devenus libres de s'auto-identifier comme ils l'entendaient : certains se sont déclarés Serbes (32 %), d'autres Monténégrins (43 %), d'autres encore selon d'autres identités. L'idée d'une identité distincte des Monténégrins a été reprise par le mouvement d'indépendance du Monténégro. Mais le Parti démocratique socialiste du Monténégro (DPS) en place à ce moment, dirigé par le Premier ministre Milo Đukanović, le président Momir Bulatović et fermement alliés à Slobodan Milošević, s'est opposé à ces mouvements pendant cette période. Un tournant s'est produit avec l'Assemblée de Podgorica, où le groupe pro-indépendance zelenaši (« les Verts »), qui encourageait « le nationalisme, le localisme, et le chauvinisme » a gagné, alors que les unionistes bjelaši (« les blancs »), qui pronaient le « nihilisme national », ont perdu. Depuis lors, les partisans de l'identité séparée du Monténégro sont parfois péjorativement dénommé « zelenaši » par les pro-unionistes, tandis que les partisans de la double identité monténégrine-serbe sont parfois appelés péjorativement « bjelaši » par les indépendantistes monténégrins. Mais en fait, la scission remonte à la rivalité entre partisans communistes et fédéralistes d'un côté, et résistants unionistes et loyalistes (au gouvernement yougoslave en exil à Londres : les tchetniks) de l'autre, pendant la Seconde Guerre mondiale. Les communistes, qui ont gagné la guerre contre les tchetniks, ont activement promu l'identité monténégrine au détriment de l'identité serbe à partir de 1945. Les partisans de l'identité serbe et des idées pro-unionistes au Monténégro affirment aujourd'hui que l'identité monténégrine a été imposée par la propagande et de la force.
Quoi qu'il en soit, la proportion de Monténégrins a augmenté après l'échec du référendum de 1992 sur l'indépendance du Monténégro vis-à-vis de la République fédérale de Yougoslavie, pour dépasser de justesse les 50% lors du référendum gagné du 21 mai 2006. Toutefois, les Serbes du Monténégro ne se considèrent pas comme distincts de la nation monténégrine mais pensent que tous les véritables slaves Monténégrins sont des Serbes par origine ethnique. Lors du recensement de 2003, plus de 270 000 personnes, soit 43 % de la population du Monténégro, s'identifient comme Monténégrins, alors que 200 000 personnes soit 32 % s'identifient comme Serbes.

### Situation présente

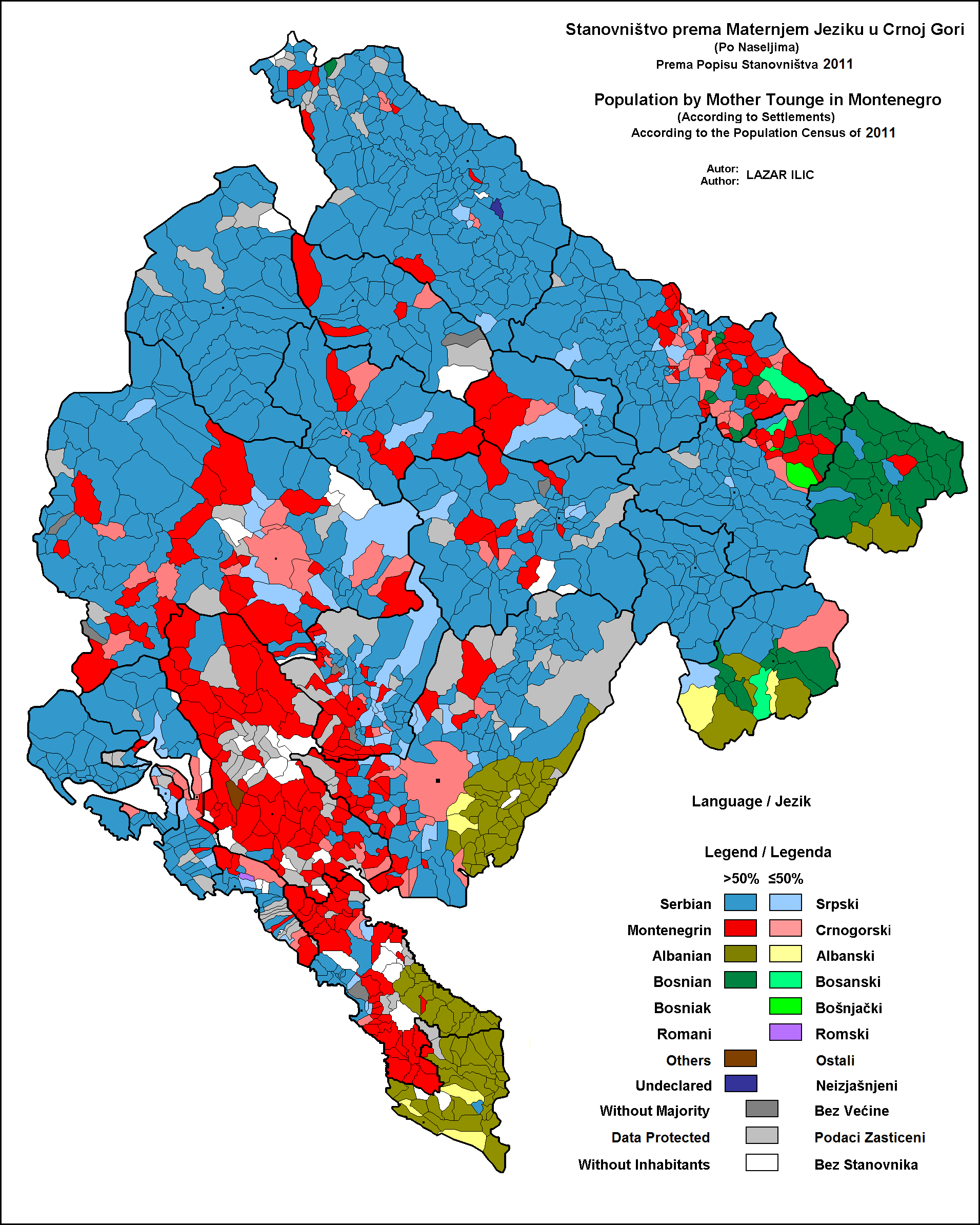
Répartition de la population du Monténégro selon la déclaration de langue maternelle au recensement de 2011 :
Localités avec plus de 50 % d’habitants de langue maternelle monténégrine
Localités avec moins de 50 % d’habitants de langue maternelle monténégrine
Localités avec plus de 50 % d’habitants de langue maternelle serbe

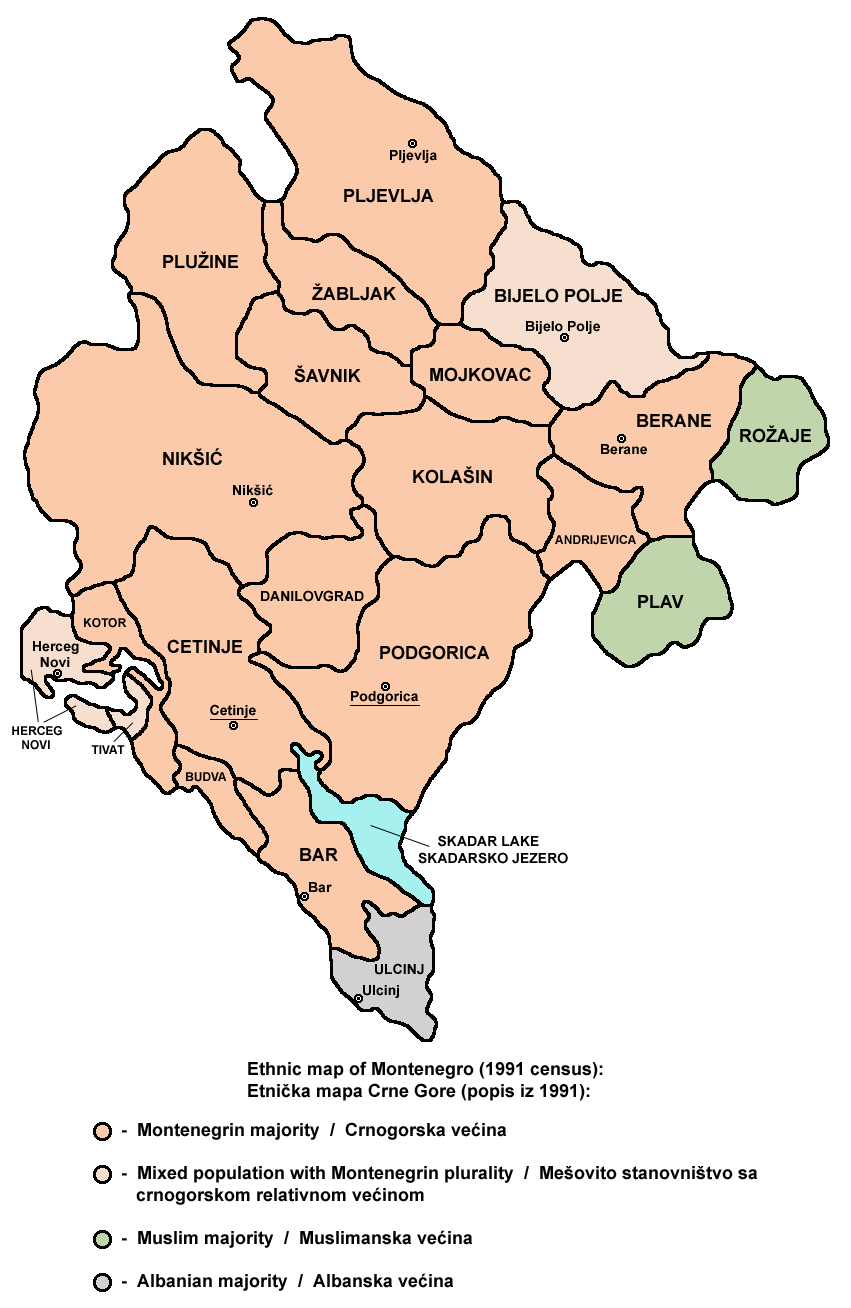
Monténégrins au Monténégro par le recensement de 1991

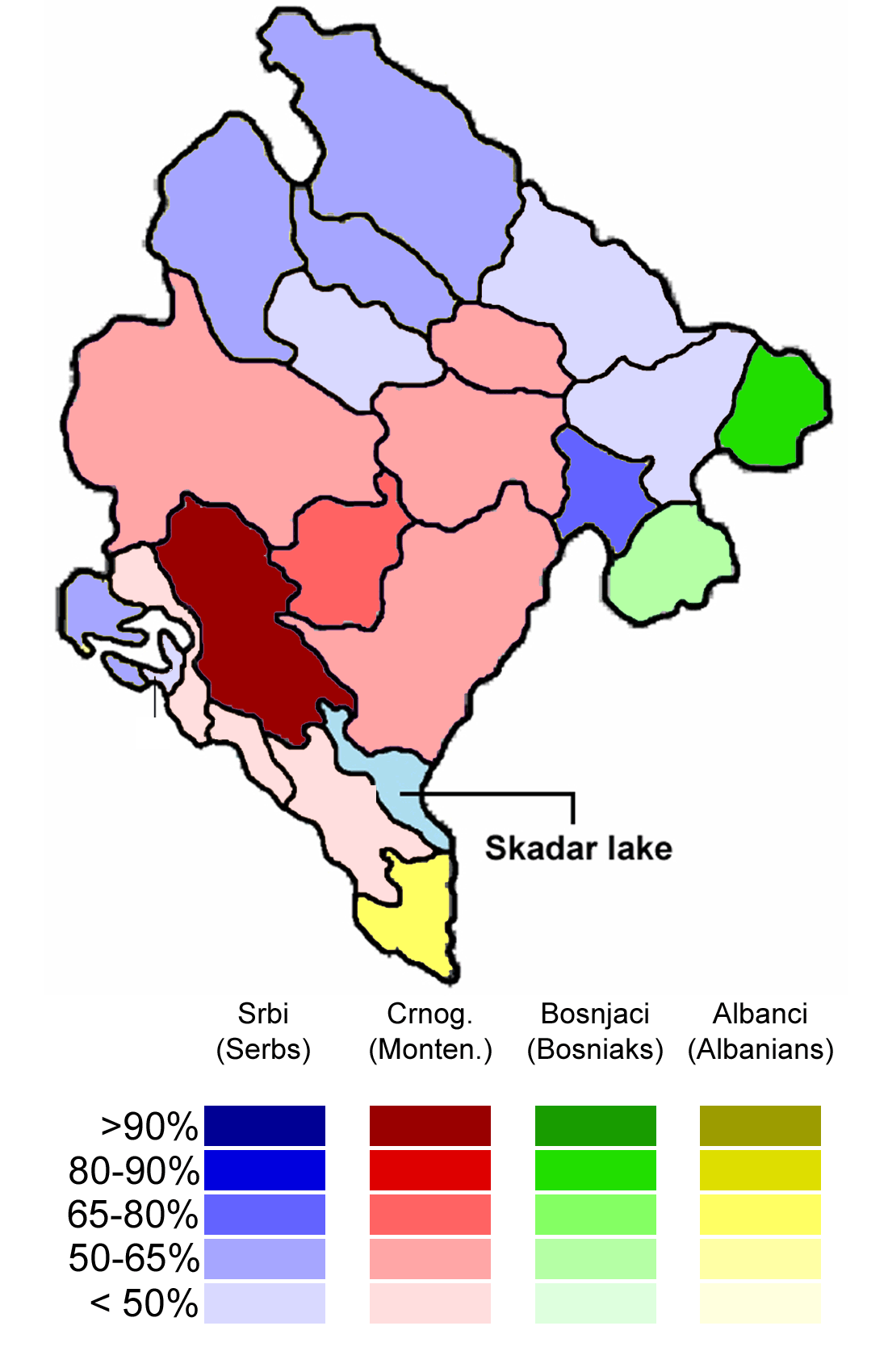
Monténégrins au Monténégro par le recensement de 2003

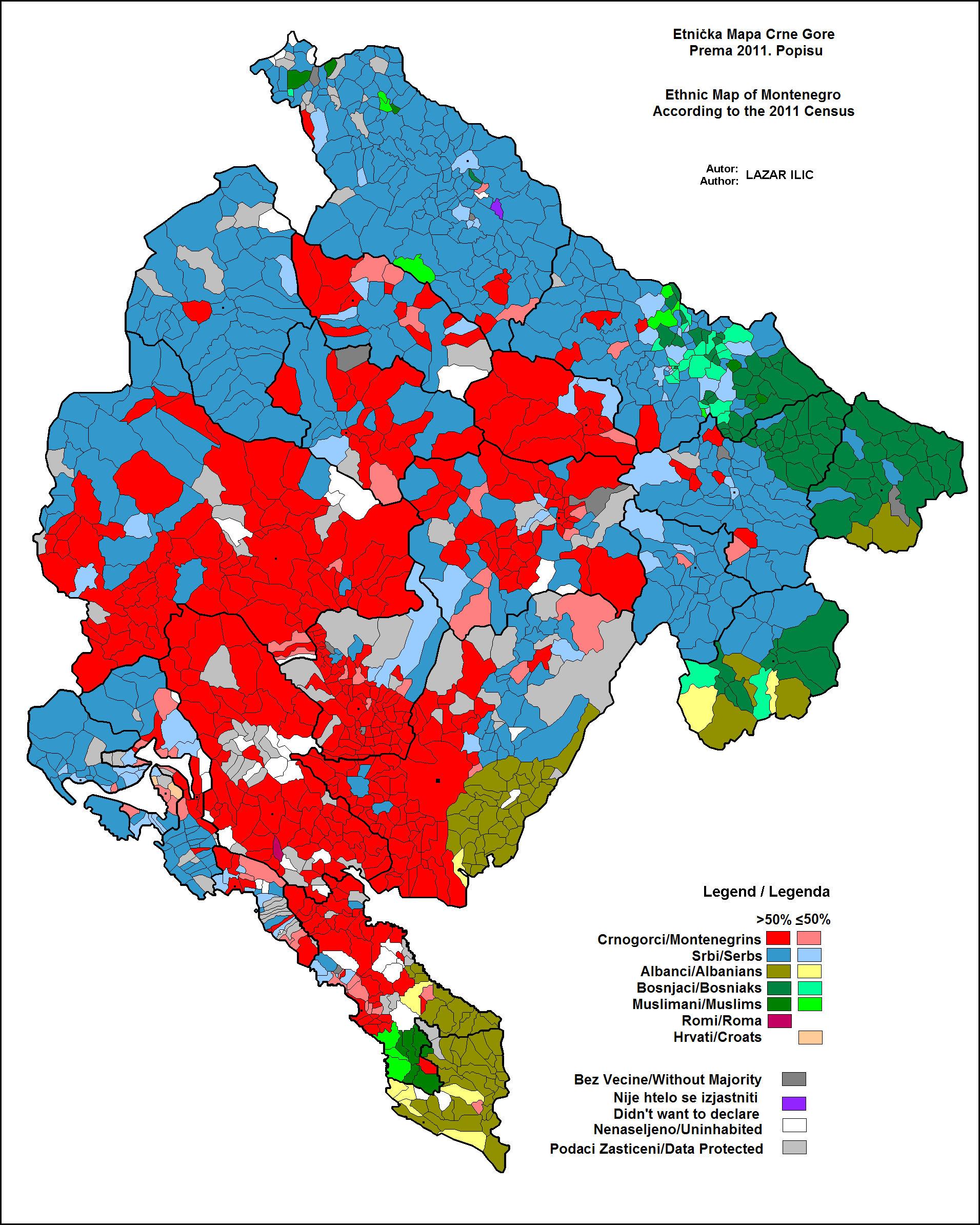
Carte ethnique du Monténégro par localités selon la déclaration d'ethnie au recensement de 2011.

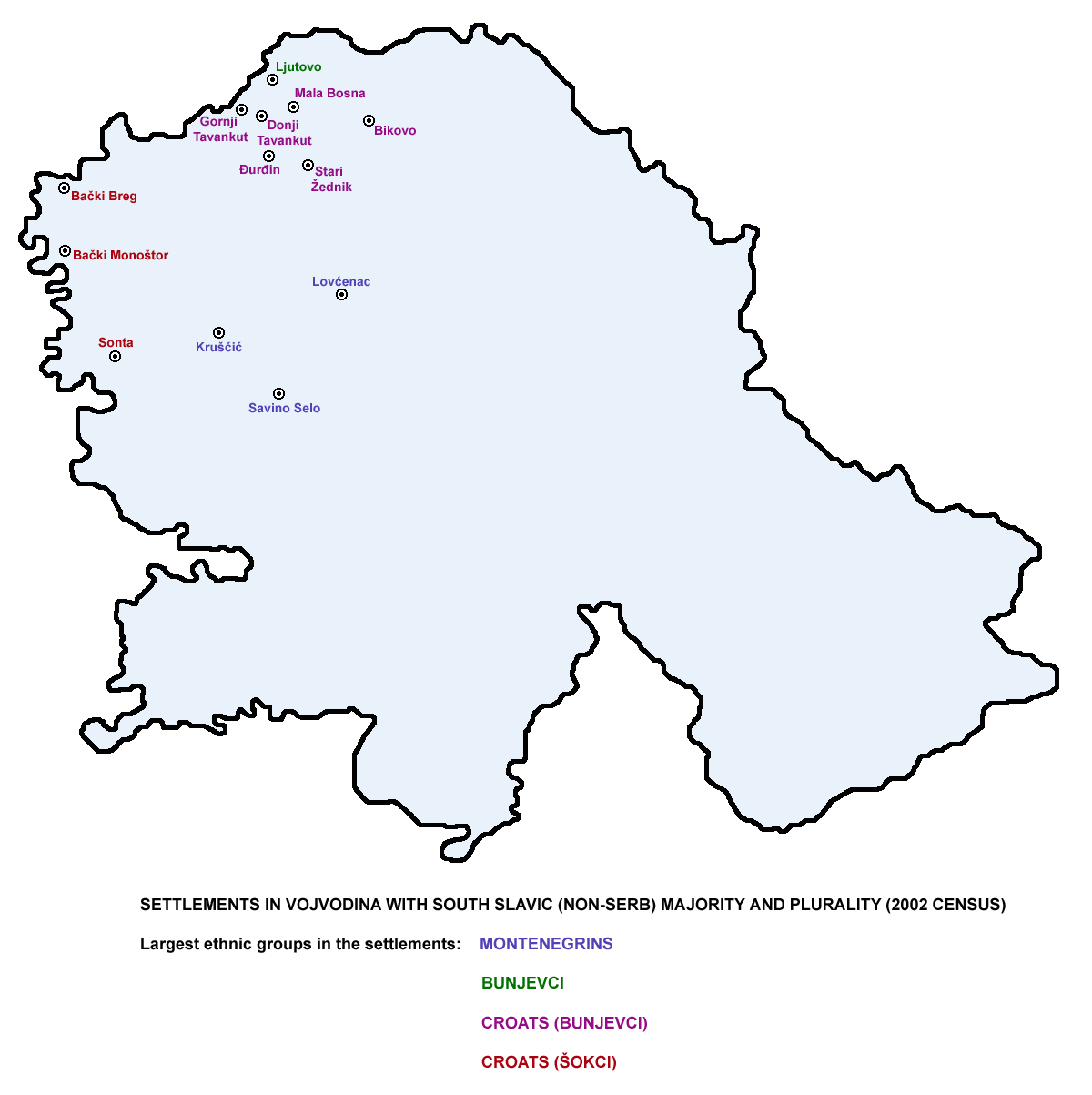
Monténégrins en Voïvodine, Serbie (recensement de 2002)

La population du Monténégro est actuellement officiellement classée en Monténégrins, Serbes, Bosniaques, musulmans, Croates et Albanais. Divers notables Monténégrins incluent le footballeur Dejan Savićević, les hommes politiques Slavko Perović et Filip Vujanović, les comédiens Branko Babović et Sekula Drljević, le chanteur de chansons folkloriques populaires Sako Polumenta, l'acteur Žarko Laušević, le mannequin Marija Vujović, les membres du groupe de rock Perper, Miraš Dedeić, le souverain du Monténégro Ivan Crnojevic premier et l'ancien président de la Serbie-et-Monténégro Svetozar Marović. Parmi les minorités, on trouve des personnalités comme l'historien Serbo Rastoder (Bosniaque de Berane), Branko Sbutega (Croate, prêtre catholique romain de Kotor), ou Esad Kocan (journaliste Bosniaque).
Un certain nombre de Monténégrins qui vivent en dehors du Monténégro, formant une diaspora, principalement en Serbie, mais sans forcément s'affirmer comme Monténégrins. Ils restent Monténégrins par meurs liens familiaux ou leurs us et coutumes, mais en recensement, ils se déclarent plus souvent Serbes. Certains sont largement connus comme des Serbes, alors que peu savent qu'ils ont des racines du Monténégro. C'est le cas de Slobodan Milošević (Serbe d'origine monténégrine, premier de sa famille à être né en Serbie : Sa fille, Marija Milošević, et son frère, l'ancien ambassadeur en Russie, Borislav Milošević, se déclarent d'ethnie monténégrine).
D'autres Serbes éminents descendent partiellement ou intégralement du Monténégro, comme :
- le réformateur linguiste et majeur réformateur du serbe moderne : Vuk Stefanović Karadžić
- le leader révolutionnaire et fondateur de la dynastie Karađorđević : Djordje Petrovic (et plus notamment Aleksandar Karađorđević)
- le premier monarque moderne serbe et fondateur de la dynastie Obrenović : Miloš Ier Obrenović
- le dernier maquisard serbe et commandant d'unité de l'Armée royale yougoslave, devenu héros populaire serbe : Vladimir Šipčić
- le philologue et géographe Jovan Cvijić
- l'adversaire de Milošević à l'époque de la République fédérale de Yougoslavie : Vuk Drašković
- le leader des Serbes de Bosnie pendant la guerre de Bosnie-Herzégovine : Radovan Karadžić[22]
- l'actuel président de la Serbie, Boris Tadić[23],
- le chef de guerre assassiné Željko Ražnatović, qui n'était qu'à demi-monténégrin[24]
- le célèbre poète et écrivain Matija Bećković
- le rédacteur en chef du quotidien de grande diffusion Večernje novosti : Manojlo Vukotić
- une ancienne star du basket-ball Žarko Paspalj
- l'actuel chef du BIA, Rade Bulatović
- le ministre de l'intérieur Serbe Dragan Jočić[25]
- le président de la cour constitutionnelle serbe, Slobodan Vučetić[25]
- l'actrice à moitié Monténégrine Militsa Jovović[26].

## Caractéristiques physiques
Dans les Balkans, les Monténégrins se distinguent par leur haute stature, notamment ceux de l'intérieur et du nord du pays. La taille moyenne des Monténégrins est l'une des plus hautes d'Europe : 178 cm vers 1960 (contre 175 cm pour les Scandinaves, 173 cm pour les Anglais, 170 cm pour les Français, 168 cm pour Allemands, 166 cm pour les Italiens et 162 cm pour les Espagnols, à la même époque).
En 2012, la taille moyenne des Monténégrins était de 183,2 cm pour les hommes et de 168,3 cm pour les femmes,.

## Langue
Le monténégrin (en alphabet cyrillique црногорски језик, en alphabet latin crnogorski jezik) est, du point de vue de la linguistique comparée et de la sociolinguistique, du chtokavien, une langue slave méridionale appartenant au diasystème slave du centre-sud. C’est une langue Ausbau pourvue de son propre standard et appelée « langue serbo-croate » à l’époque de l’ancienne Yougoslavie. Monténégrin est le nom politique et officiel de cette langue basée sur le parler chtokavien, dont les autres noms politiques et officiels, dans les pays voisins, sont le serbe, le croate et le bosnien.
La constitution du Monténégro définit actuellement le serbe comme langue officielle. Toutefois, avec la campagne pour l'indépendance, un mouvement pour la reconnaissance du Monténégrin comme langue séparée du serbe a vu le jour. L'actuel gouvernement pro-indépendance n'a pas embrassé particulièrement le mouvement, mais ne s'y oppose pas non plus. Pour tenter de surmonter la situation, les classes scolaires de langue ont été renommés de « langue serbe » en « langue maternelle », malgré l'opposition farouche des milieux pro-serbe. Lors du recensement de 2003, 63 % des citoyens monténégrins ont déclaré parler la langue serbe, tandis que 22 % ont déclaré parler monténégrin, tandis qu'à la rubrique identité, 43 % s'identifiaient comme Monténégrins, et 32 % comme Serbes : cela implique que 21 % des citoyens du pays se définissent comme des Monténégrins de langue serbe.

## Culture

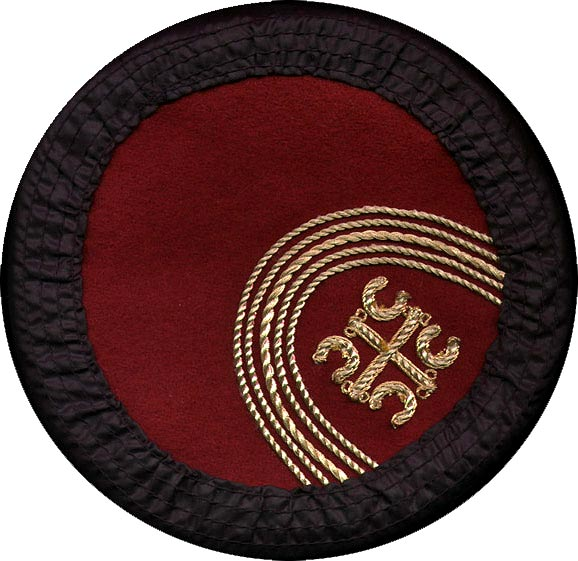
Chapeau traditionnel monténégrin

La dimension la plus importante de la culture monténégrine est l'idéal éthique dit Čojstvo i Junaštvo, traduit approximativement par « humain et brave ». Un autre résultat de sa longue histoire guerrière, est le code non écrit de chevalerie que Marko Miljanov, l'un des guerriers les plus célèbres de son temps, a tenté de décrire dans son livre Primjeri Čojstva i Junaštva (« Exemples d'humanité et d'actes de bravoure ») à la fin du XIXe siècle. Ses grands principes stipulent que, pour mériter un respect véritable de son peuple, un guerrier doit faire preuve de vertus d'intégrité, de dignité, d'humilité, de respect pour les autres, de sacrifice de soi pour la juste cause si nécessaire, et de droiture dans la bravoure.
Ce code éthique, que l'on a comparé au bushido, incite les Monténégrins à combattre jusqu'à la mort (la capture était considérée comme la plus grande honte) mais aussi à ne pas faire de prisonniers. Un exemple moderne du Čojstvo i Junaštvo est sans conteste le dernier maquisard yougoslave et commandant d'unité de l'Armée royale yougoslave, devenu héros populaire, Vladimir Šipčić, qui résista par les armes au régime communiste après la fin de la Seconde Guerre mondiale jusqu'en 1957. Ce code est encore très présent dans l'éducation traditionnelle monténégrine, mais les modernistes l'assimilent à de l'arriération, d'autant qu'il va de pair avec des valeurs claniques et machistes. Il faut toutefois nuancer le propos car l'importance du Čojstvo i Junaštvo est également reflétée par le niveau extrêmement bas de la religiosité dans la population monténégrine. Il est probablement juste de dire que les convictions éthiques des Monténégrins sont plus proche du stoïcisme que du christianisme. De plus, la longue histoire de lutte pour l'indépendance des Monténégrins est invariablement liée à forte tradition de poésie épique populaire. Une caractéristique importante de la culture monténégrine est la gusle, instrument à cordes joué par un conteur qui chante ou récite des histoires de héros et les batailles en Décasyllabe. Ces traditions sont plus fortes dans les régions du nord du pays et sont aussi partagés avec les populations de l'est de l'Herzégovine, de l'ouest de la Serbie, du nord de l'Albanie et du centre de la Dalmatie.
Sur la base de la poésie épique folkloriques, des poètes comme Petar II Petrović-Njegoš, l'icône du Monténégro, ont créé leur propre expression. Le livre épique de Njegoš Gorski Vijenac (The Mountain Wreath (en)) présente le point central de la culture monténégrine.
D'autre part, les ports adriatiques comme Herceg Novi, Kotor ou Budva aux fortes traditions de commerce et d'activité maritime, ont toujours été ouverts aux influences catholiques. La possession de ces villes a souvent changé, mais leur population est essentiellement un mélange des traditions et religions orthodoxe et catholique. Ces villes ont été incorporées au Monténégro seulement après la dislocation de l'Autriche-Hongrie. Dans ces villes, de fortes influences, du Moyen Âge et de la Renaissance en architecture, peinture et poésie lyrique, sont toujours présentes.

## Religion
La plupart des Monténégrins sont chrétiens orthodoxes, appartenant aux Églises serbe ou monténégrine. Les musulmans (17 % de la population du Monténégro, d'origine slave, surtout sandjaquie ou bosniaque, mais aussi albanaise) appartiennent à l'islam sunnite de tradition hanafite. Les catholiques romains (surtout d'origine croate) se trouvent dans les bouches de Kotor.